# Stawki (gmina Gniewoszów)
Stawki – wieś w Polsce położona w województwie mazowieckim, w powiecie kozienickim, w gminie Gniewoszów.
W latach 1975–1998 miejscowość należała administracyjnie do województwa radomskiego.